# Scotinoecus fasciatus
Espèce
Scotinoecus fasciatus est une espèce d'araignées mygalomorphes de la famille des Hexathelidae.

## Distribution
Cette espèce se rencontre en Argentine et au Chili.

## Publication originale
- Tullgren, 1901 : Contribution to the knowledge of the spider fauna of the Magellan Territories. Svenska Expeditionen till Magellansländerna, vol. 2, no 10, p. 181-263.